# Ludmannsdorf
Ludmannsdorf (Bilčovs en Slovène) est une commune autrichienne du district de Klagenfurt-Land en Carinthie.

## Géographie

### Localités
| - Bach - Edling - Fellersdorf - Franzendorf - Großkleinberg - Ludmannsdorf - Lukowitz - Moschenitzen - Muschkau | - Niederdörfl - Oberdörfl - Pugrad - Rupertiberg - Selkach - Strein - Wellersdorf - Zedras |

## Histoire

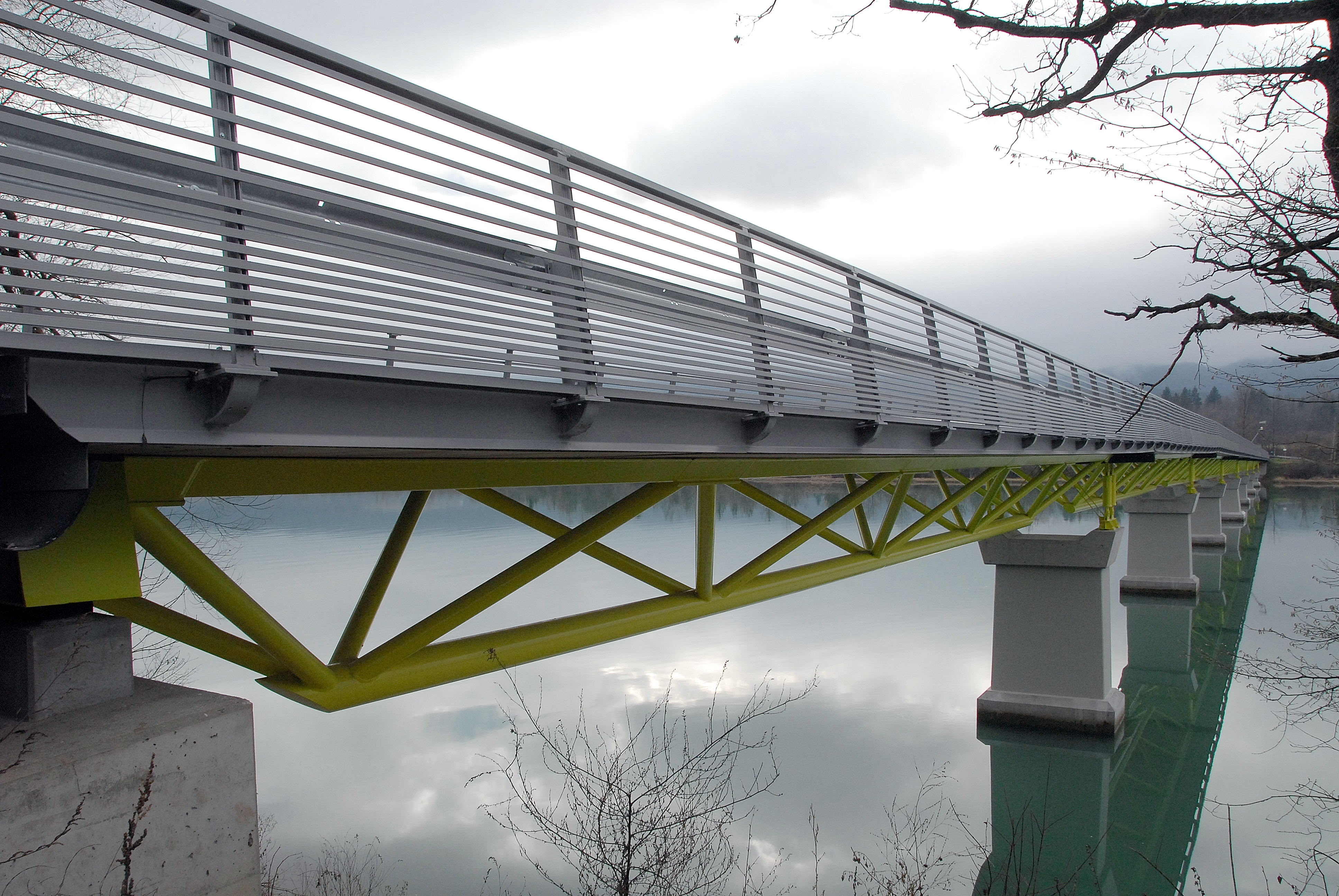
Pont sur la rivière de Drave.